# یواس‌اس پرایس (دی‌ئی-۳۳۲)
یواس‌اس پرایس (دی‌ئی-۳۳۲) (به انگلیسی: USS Price (DE-332)) یک کشتی بود که طول آن ۳۰۶ فوت (۹۳ متر) بود. این کشتی در سال ۱۹۴۳ ساخته شد.